# Achillea alpina
Achillée de Sibérie, Achillée des Alpes
Espèce
L'Achillée de Sibérie ou Achillée des Alpes (Achillea alpina) est une espèce de plantes de la famille des Astéracées.